# Araneus bimini
Araneus bimini là một loài nhện trong họ Araneidae.
Loài này thuộc chi Araneus. Araneus bimini được Herbert Walter Levi miêu tả năm 1991.